# 万达商管集团
大連萬達商業管理集團股份有限公司（港交所除牌前3699.HK）是萬達集團旗下的商业运营管理企业，主要在中國從事商業地產投資及營運。万达商业地产股份有限公司是全球规模最大的不动产企业，也是大连万达集团旗下商业地产投资及运营的唯一业务平台，公司注册资本为452,734.76万元。本公司成立于2002年9月，2009年12月整体变更为股份有限公司，2014年12月23日在香港联交所上市（股票代码为3699.HK），2016年9月27日，万达商业自香港联交所退市。现任董事长为丁本锡。

## 概况
万达商业核心产品为以“万达广场”命名的万达城市综合体，公司业务包括三个主要板块：1、开发、租赁和管理持有作为长期投资的商业物业，主要为购物中心；2、开发及销售物业，包括商铺、写字楼、SOHO、住宅楼等；3、开发及经营豪华酒店。
2014年12月，萬達商業在香港進行公開招股，發售6億股，每股售價為41.8至49.6港元，集資最多38.36亿美元。萬達商業引入了12名基石投資者。上市後，萬達商業持有萬達酒店發展65.04%的股權。
2016年5月30日大連萬達集團己每股52.8元，收購萬達商業全部已發行的6.52億股H股佔14.41%，總代價344.55億港幣私有化萬達商業。
公司2015年收入为1242亿人民币，核心净利润170亿人民币。
截至2016年12月31日，万达商业已开业185个万达广场（含万达茂）。
2018年1月，騰訊、蘇寧、京東及融創中國，相當於418億港元，收購萬達商業香港H股退市時引入的投資人持有的約14%股份。。
引入新戰略投資者後，萬達商業將更名為萬達商管集團，1至2年内消化房地産業務，萬達商管今後不再進行房地産開發，成為純粹的商業管理運營企業，各方將推動萬達商管集團盡快上市。
2018年12月5日永輝超市以每股轉讓價為52元，斥資35.31億元人民幣從大連一方集團手上購入其持有的萬達商業6791.02萬股，佔萬達商管總股本的1.5%。
2025年5月23日国家市场监督管理总局批准一個由私募基金太盟資本為首的財團，收購萬達商業管理集團的48個商場項目。根據該局發出的通知，亦提述到騰訊，陽光保險及京東支持的公司，為今次交易的投資者。

### 萬達商管戰略股東持股比例
- 騰訊（持股4.12%）100億人民幣
- 蘇寧（持股3.91%）95億人民幣
- 融創中國（持股3.91%）95億人民幣
- 京東（持股2.06%）50億人民幣

## 外部連結
- 萬達商業 （页面存档备份，存于）
- 萬達商業招股章程 （页面存档备份，存于）